# Rocío Carrasco
Rocío Carrasco Mohedano (Madrid, 29 de abril de 1977) es una colaboradora y presentadora de televisión española.

## Biografía
Rocío Carrasco Mohedano, nacida el 29 de abril de 1977 en Madrid, es la única hija del matrimonio formado por la cantante Rocío Jurado y el boxeador Pedro Carrasco. Creció en la villa Monte Alto, situada en Alcobendas (Madrid) propiedad de sus padres que, tras el divorcio de éstos, quedó en manos de su madre, con quien continuó residiendo. Desde su niñez fueron frecuentes sus apariciones en la prensa rosa española, incrementándose éstas tras cumplir la mayoría de edad. Posteriormente participó como colaboradora de televisión.  

### Carrera televisiva
Rocío Carrasco comenzó su carrera televisiva en 1993, con dieciséis años, copresentando, junto a Cruz y Raya, el especial de Nochevieja de TVE-1 "Este año, Cruz y Raya... ¡Seguro!", grabado en Santander. A esa primera experiencia le siguió, en 1997, el programa de Telecinco Cita con Apeles. Continuó como colaboradora en los programas matinales Día a día, conducido por María Teresa Campos y en el que trabajó entre 1999 y 2004, y Cada día, emitido en Antena 3 entre 2004 y 2005. 
En 2011 presentó junto con María Teresa Campos el programa Nacidas para cantar, emitido en Canal Sur. La primera y única edición comenzó el 25 de abril de 2011 y finalizó el 30 de mayo del mismo año.
El 15 de julio de 2014 se confirmó su fichaje como quinta presentadora del programa Hable con ellas, de Telecinco, a partir del 15.º programa, debido a la baja de la actriz Natalia Millán. Tras una irregular acogida por parte del público, Telecinco decidió suspender el programa dejando en el aire su vuelta, por lo que su última emisión fue el 29 de septiembre de 2014.
En agosto de 2015 reaparece en televisión como embajadora de Cámbiame Premium, programa presentado por Jorge Javier Vázquez en Telecinco. El programa tras tres emisiones es sustituido por Gran Hermano 16.
En 2016 regresa al programa Hable con ellas pero es cancelado por segunda vez debido a su baja audiencia.
En 2020 reaparece como tertuliana del programa Lazos de sangre, presentado por Boris Izaguirre en La 1 de TVE.
En 2021 protagonizó la serie biográfica documental Rocío, contar la verdad para seguir viva. Ese mismo año estrena su sección en Sálvame.
En 2022 es protagonista del especial Montealto: Regreso a la casa no exento de polémica. Tras la supuesta aparición de unos misteriosos documentos que se rumoreaba aparecerían durante su emisión, su hermana Gloria Camila Ortega, hija de Rocío Jurado y Ortega Cano, presentó una demanda de diligencias preliminares de exhibición de los documentos privados y personales de Rocío Jurado contra Rocío Carrasco, la productora La Fábrica de la Tele y Mediaset España, para tratar de preservar la intimidad de su madre.
El 17 de junio del 2022 se estrenó de la mano de la Fábrica de la Tele En el nombre de Rocío, secuela de la serie biográfica documental Rocío, contar la verdad para seguir viva. En esta segunda parte, Rocío Carrasco ya avisó de su intención de "desmontar su familia mediática".
En 2024 regresa a TVE compitiendo en Bake Off: Famosos al horno reality en el que coincide con sus grandes amigas Alba Carrillo, Yolanda Ramos y Terelu Campos.

## Vida privada
El 31 de marzo de 1996, con 18 años de edad, Rocío Carrasco contrajo matrimonio con Antonio David Flores, de 20 años de edad, en la finca Dehesa Yerbabuena, propiedad de su madre Rocío Jurado, ante más de 1.000 invitados. El jovencísimo matrimonio tuvo dos hijos, Rocío Flores Carrasco, nacida el 13 de octubre de 1996, y David Flores Carrasco, nacido el 15 de diciembre de 1998. 
En 1999 el matrimonio se divorció de mutuo acuerdo, iniciándose un largo proceso judicial por la custodia de sus dos hijos hasta la mayoría de edad de estos. 
El mismo año comienza una relación con Fidel Albiac del Pino. 
En octubre de 2002, Irma Gómez Esteche, empleada de hogar de la pareja, denunció a Fidel Albiac por un supuesto delito de malos tratos físicos y psicológicos a Rocío Carrasco. La denuncia no fue admitida a trámite, por lo que nunca fue juzgado. Fidel Albiac solicitó al juzgado medidas cautelares y la demandó en defensa de su derecho al honor, perdiendo el juicio en primera instancia. La decisión la recurrió a la Audiencia Provincial y posteriormente desistió de continuar con las actuaciones. Irma Gómez Esteche, por su parte, se reafirmó en sus acusaciones a Fidel Albiac.
Tras la muerte de su madre el 1 de junio de 2006, Rocío Carrasco se convirtió en la heredera universal que incluyó los derechos artísticos de la producción musical de su madre.
El 7 de septiembre de 2016, Rocío Carrasco se casó con Fidel Albiac en la finca Valdepalacios de Torrico (Toledo). El 22 de diciembre de ese mismo año, Rocío Carrasco denunció a su exmarido, Antonio David Flores, por un supuesto delito de lesiones psicológicas por el que fue sobreseído provisionalmente, dicho sobreseimiento fue ratificado posteriormente por el Tribunal Supremo.

## Actos benéficos
A principios de 2022, Rocío Carrasco en colaboración con Green Cow Music organizaron el concierto benéfico «Mujeres cantan a Rocío Jurado» coincidiendo con el Día Internacional de la Mujer, y reuniendo a diferentes personalidades femeninas del mundo de la música, televisión, literatura y las artes escénicas de España. Entre ellas: Pastora Soler, Rigoberta Bandini, Mercedes Milá, Tanxugueiras, Ana Guerra, Lorena Gómez, Edurne, Beatriz Luengo, Carlota Corredera, Yolanda Ramos, Melani Olivares, Sole Giménez o Noemí Casquet, entre otras. El concierto se realiza a favor de la educación en igualdad y lucha contra la violencia de género.

## Trayectoria

### Programas de televisión
| Programas de televisión | Programas de televisión                  | Programas de televisión | Programas de televisión      | Programas de televisión |
| Año                     | Título                                   | Canal                   | Notas                        |                         |
| ----------------------- | ---------------------------------------- | ----------------------- | ---------------------------- | ----------------------- |
| 1994                    | Bienvenido 1994                          | La 1                    | Presentadora                 |                         |
| 1997                    | Cita con Apeles                          | Telecinco               | Copresentadora               |                         |
| 1997 – 2004             | Día a día                                | Telecinco               | Colaboradora                 |                         |
| 2004 – 2005             | Cada día                                 | Telecinco               | Colaboradora                 |                         |
| 2011                    | Nacidas para cantar                      | Canal Sur               | Presentadora                 |                         |
| 2014 – 2016             | Hable con ellas                          | Telecinco               | Presentadora                 |                         |
| 2015                    | Cámbiame Premium                         | Telecinco               | Reportera                    |                         |
| 2015                    | Deluxe                                   | Telecinco               | Colaboradora                 |                         |
| 2015                    | Pasapalabra                              | Telecinco               | Invitada                     |                         |
| 2016 – 2017             | ¡Qué tiempo tan feliz!                   | Telecinco               | Colaboradora                 |                         |
| 2020; 2023              | Lazos de sangre                          | La 1                    | Colaboradora                 |                         |
| 2021                    | Rocío, contar la verdad para seguir viva | Telecinco               | Protagonista                 |                         |
| 2021                    | Sálvame                                  | Telecinco               | Colaboradora en sección      |                         |
| 2021                    | El último viaje de Rocío                 | Telecinco               | Protagonista                 |                         |
| 2022                    | Montealto: Regreso a la casa             | Telecinco               | Protagonista                 |                         |
| 2022                    | Sálvame                                  | Telecinco               | Invitada                     |                         |
| 2022                    | Mujeres cantan a Rocío Jurado            | Telecinco               | Organizadora                 |                         |
| 2022                    | Sálvame Fashion Week                     | Telecinco               | Participante                 |                         |
| 2022                    | En el nombre de Rocío                    | Telecinco               | Protagonista                 |                         |
| 2022                    | Sálvame Mediafest                        | Telecinco               | Concursante                  |                         |
| 2022                    | Deluxe                                   | Telecinco               | Invitada                     |                         |
| 2022 – 2023             | Mediafest Night Fever                    | Telecinco               | Concursante, 3.ª clasificada |                         |
| 2023                    | Late Xou con Marc Giró                   | La 1                    | Invitada                     |                         |
| 2023                    | Días de tele                             | La 1                    | Invitada                     |                         |
| 2024                    | Homenaje a María Teresa Campos           | La 1                    | Invitada                     |                         |
| 2024                    | Bake Off: Famosos al horno               | La 1                    | Concursante, 2.ª clasificada |                         |
| 2024                    | El cazador                               | La 1                    | Participante                 |                         |
| 2025                    | La familia de la tele                    | La 1                    | Invitada                     |                         |
| 2025                    | Hasta el fin del mundo                   | La 1                    | Concursante                  |                         |